# Helpston
Helpston est un village et une paroisse civile du Cambridgeshire, en Angleterre. Il est situé dans le nord-ouest du comté, à une dizaine de kilomètres au nord-ouest du centre-ville de Peterborough. Administrativement, il relève de l'autorité unitaire de Peterborough.
Le village appartenait historiquement au soke de Peterborough (en), considéré comme une partie du Northamptonshire.